# Lucas Noubi
Lucas Dominique Noubi Ngnokam (Mouscron, 15 gennaio 2005) è un calciatore belga, difensore del Deportivo La Coruña.

## Caratteristiche tecniche
Difensore duttile tatticamente, può essere schierato sia in posizione centrale che come terzino destro. Abile in fase di ripartenza e nell'uno contro uno, è bravo nei cross.

## Carriera
Cresciuto nel settore giovanile dello Standard Liegi, ha esordito in prima squadra il 13 marzo 2022, in occasione dell'incontro di campionato perso per 0-1 contro il Seraing. Il 27 luglio firma il primo contratto professionistico con i biancorossi, di durata triennale.

## Statistiche

### Presenze e reti nei club
Statistiche aggiornate al 20 gennaio 2024.
| Stagione        | Squadra         | Campionato      | Campionato | Campionato | Coppe nazionali | Coppe nazionali | Coppe nazionali | Coppe continentali | Coppe continentali | Coppe continentali | Altre coppe | Altre coppe | Altre coppe | Totale | Totale |
| Stagione        | Squadra         | Comp            | Pres       | Reti       | Comp            | Pres            | Reti            | Comp               | Pres               | Reti               | Comp        | Pres        | Reti        | Pres   | Reti   |
| --------------- | --------------- | --------------- | ---------- | ---------- | --------------- | --------------- | --------------- | ------------------ | ------------------ | ------------------ | ----------- | ----------- | ----------- | ------ | ------ |
| gen.-giu. 2022  | Standard Liegi  | D1              | 2          | 0          | CB              | -               | -               | -                  | -                  | -                  | -           | -           | -           | 2      | 0      |
| 2022-2023       | Standard Liegi  | D1              | 17         | 0          | CB              | 1               | 0               | -                  | -                  | -                  | -           | -           | -           | 18     | 0      |
| 2023-2024       | Standard Liegi  | D1              | 6          | 0          | CB              | 1               | 0               | -                  | -                  | -                  | -           | -           | -           | 7      | 0      |
| Totale carriera | Totale carriera | Totale carriera | 25         | 0          |                 | 2               | 0               |                    | -                  | -                  |             | -           | -           | 27     | 0      |